# August Utta
August Utta (ur. 5 września 1887 w Augustynowie w powiecie wieluńskim, zm. 28 grudnia 1940 w majątku we wsi Okup Wielki) – działacz mniejszości niemieckiej w Polsce, radny Łodzi, poseł na Sejm I i II kadencji (1922–1930), senator III kadencji (1930–1935). 

## Życiorys
Urodził się w Kongresówce w rodzinie osadników niemieckich. Ukończył ewangelickie seminarium nauczycielskie w Warszawie, po czym pracował w charakterze nauczyciela w Woli Młockiej i Łodzi. W czasie I wojny światowej służył w wojsku rosyjskim jako felczer. 
W latach 1922–1923 działacz Niemieckiej Partii Pracy (DAP), następnie założył Niemieckie Stowarzyszenie Ludowe w Polsce (Deutscher Volksverband in Polen), któremu przewodniczył w latach 1924–1938. 
Po odzyskaniu niepodległości przez Polskę objął mandat radnego Łodzi, który sprawował do 1927. W 1922 został wybrany na posła z ramienia Bloku Mniejszości Narodowych w okręgu Łódź. Reelekcję uzyskał w 1928 z tej samej listy. 6 września 1930 został członkiem Państwowej Komisji Wyborczej z ramienia Niemieckiego Klubu Parlamentarnego przed wyborami parlamentarnymi w 1930. W 1930 nie obronił mandatu, jednak wkrótce został senatorem. 
Był aktywnym działaczem społeczności luterańskiej w Polsce. Zasiadał w Radzie Synodu Ewangelicko-Augsburskiego w RP. Opowiadał się za utworzeniem niezależnego niemieckiego kościoła luterańskiego w Polsce. Był członkiem Rady Nadzorczej Niemieckiego Banku Spółdzielczego w Łodzi, zasiadał również w zarządzie Towarzystwa Wydawniczego „Libertas”.